# Брустурка
Брустурка (укр. Брустурка) — река на Украине, в пределах Косовского района Ивано-Франковской области. Левый приток реки Пистынка (бассейн Дуная).

## Описание
Длина реки 15 км, площадь водосборного бассейна 50,1 км². Уклон реки 51 м/км. Типично горная река, с быстрым течением, каменистым дном и многочисленными перекатами и порогами, есть водопады. Долина узкая и глубокая, имеет V-образную форму, в верховьях покрыта лесом. Русло слабоизвилистое.

## Месторасположение
Берёт начало юго-западнее села Шепот, на северо-восточных склонах горы Габорянска. Течёт в пределах Покутско-Буковинских Карпат на северо-восток и на север (в низовьях). Впадает в Пистынку на юго-западной окраине села Прокурава.

## Притоки
Притоки — горные ручьи.

## Населённые пункты
На реке расположены сёла Шепот и Брустуров.